# Тріски
Трі́ски — село в Україні, у Антонінській селищній громаді Хмельницького району Хмельницької області. Населення становить 152 особи.

## Історія
У 1906 році село Антонінської волості Ізяславського повіту Волинської губернії. Відстань від повітового міста 41 верст, від волості 5. Дворів 115, мешканців 687.
7 (20) листопада 1917 року, відповідно до.Третього Універсалу Української Центральної Ради, увійшло до складу Української Народної Республіки.
12 червня 2020 року, відповідно до розпорядження Кабінету Міністрів України № 727-р «Про визначення адміністративних центрів та затвердження територій територіальних громад Хмельницької області», увійшло до складу Антонінської селищної громади.
19 липня 2020 року, після ліквідації Красилівського району, село увійшло до Хмельницького району.
До 2020 року орган місцевого самоврядування — Гриценківська сільська рада.